# Marc Bergevin
Marc Bergevin, född 11 augusti 1965, är en kanadensisk befattningshavare och före detta ishockeyspelare som var senast general manager för ishockeyorganisationen Montreal Canadiens i NHL.
Under sin NHL–karriär som varade mellan 1984 och 2004 lyckades han skrapa ihop 181 poäng (36 mål + 145 assists) samt 1 090 utvisningsminuter på 1 191 matcher för Chicago Blackhawks, Detroit Red Wings, Hartford Whalers, New York Islanders, Pittsburgh Penguins, St. Louis Blues, Tampa Bay Lightning och Vancouver Canucks.
Efter lockouten 2004–2005 blev han anställd som talangscout av Chicago Blackhawks, han var på den positionen fram till 2008 då han blev befordrad till assisterande coach till huvudcoachen Joel Quenneville. Ett år senare fick han sluta det assisterande coachjobbet för att bli Director of Player Personnel som sköter samspelet mellan spelarna och tränaren respektive ledningen. Han gjorde ett så bra jobb att han blev utsedd av general managern Stan Bowman att bli assisterande general manager. 2012 blev han kontaktad av den kanadensiska NHL–organisationen Montreal Canadiens om att bli deras respektive Hamilton Bulldogs general manager, vilket han sa ja till.